# Rebutia minuscula
Rebutia minuscula K.Schum., es una especie fanerógama perteneciente a la familia de las Cactaceae. 

## Distribución
Es endémica de Argentina. Es una especie común que se ha extendido por todo el mundo.

## Descripción
Es una planta perenne carnosa, globosa de color verde armada de espinos  y  con las flores de color rojo y amarillo.

## Nombres comunes
- Inglés: Fire Crown Cactus, Red Crown Cactus, Violet Crown Cactus

## Sinonimia
Desde principios de la década de 1990, se han incluido en esta especie más de dos docenas de especies adicionales de Rebutia, anteriormente consideradas independientes. Estos incluyen lo siguiente:
- Rebutia chrysacantha[1][2]
- Rebutia iseliniana[3]
- Rebutia senilis[1]
- Rebutia stuemeriana[2]
- Rebutia marsonerii[4]
- Rebutia krainziana[2]
- Rebutia calliantha[2]
- Rebutia kesselringiana[3]
- Rebutia ionantha[2]
- Rebutia kariusiana[1]
- Rebutia grandiflora[5]: 220
- Rebutia knuthiana[4][3]
- Rebutia carminea[2]
- Rebutia violaciflora[1][3]
- Rebutia wessneriana[4]
- Rebutia xanthocarpa[2]

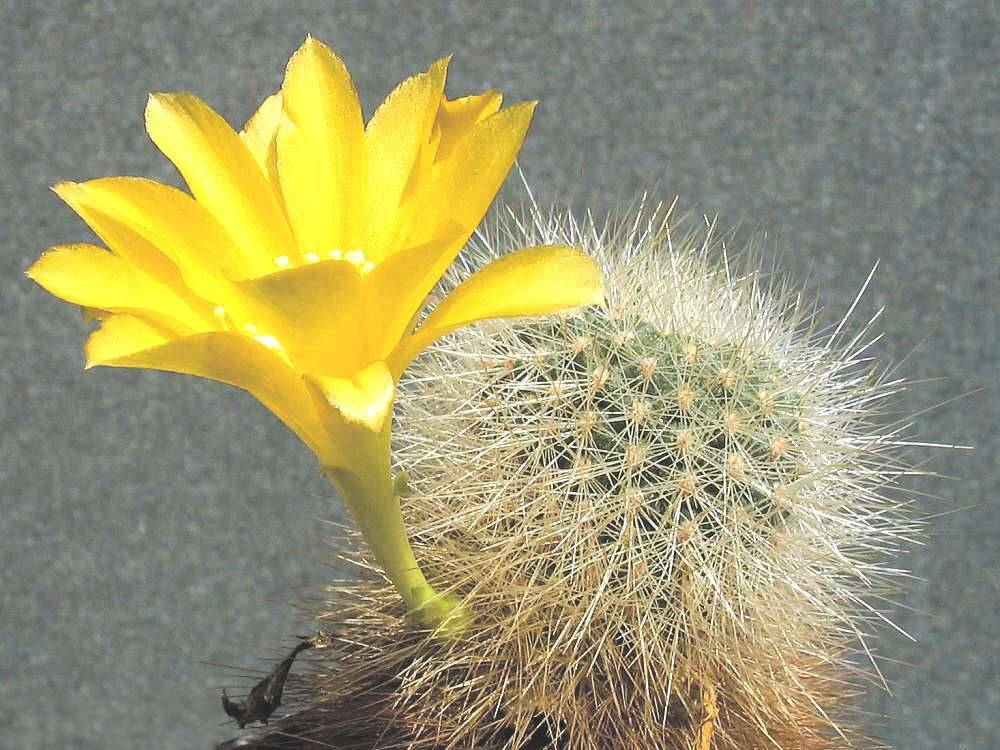
Rebutia chrysacantha
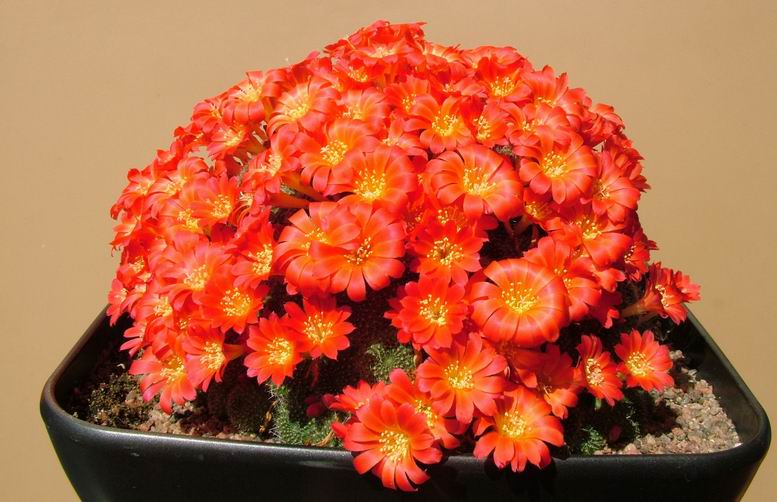
Rebutia senilis v.stuemeri P249
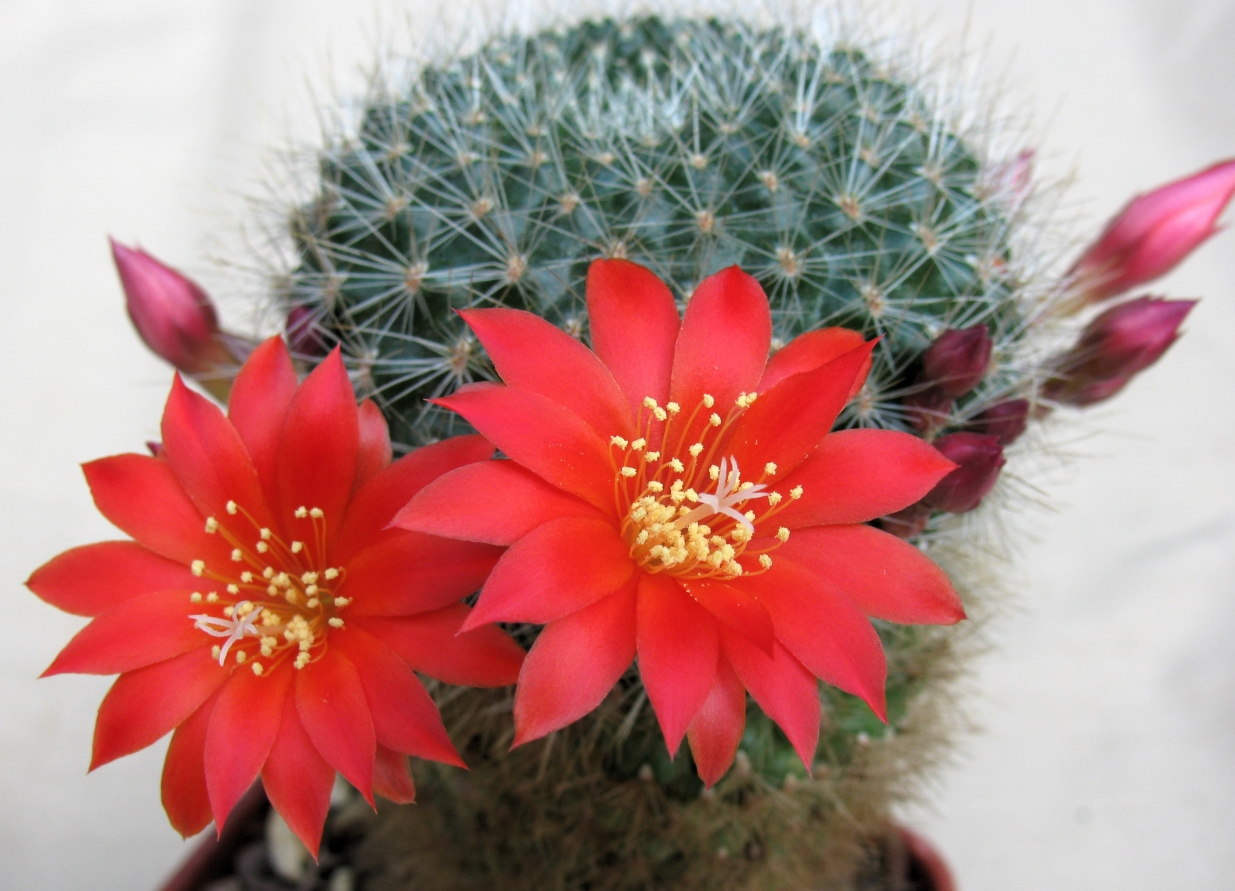
Rebutia senilis v.iseliana
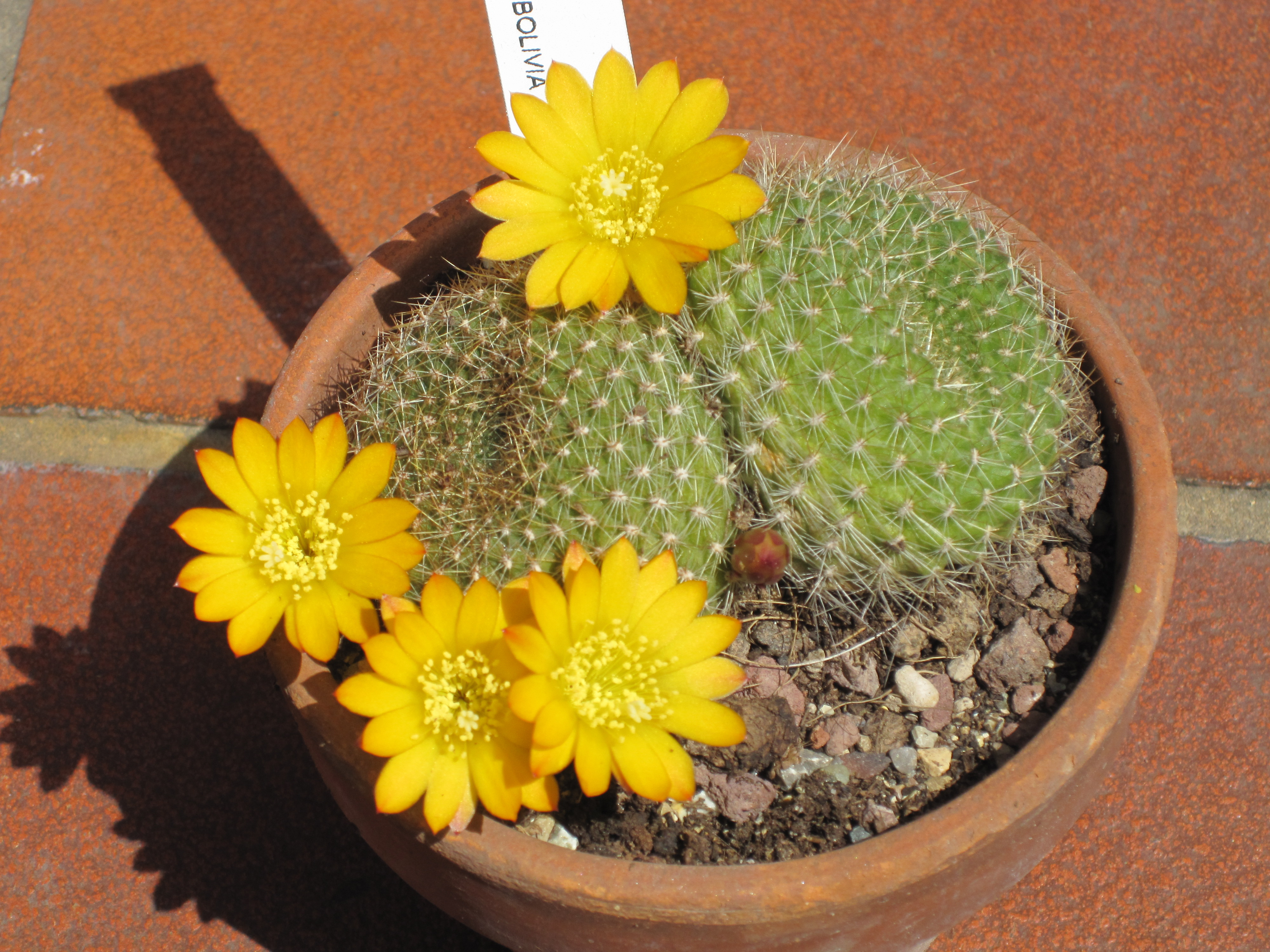
Rebutia marsoneri
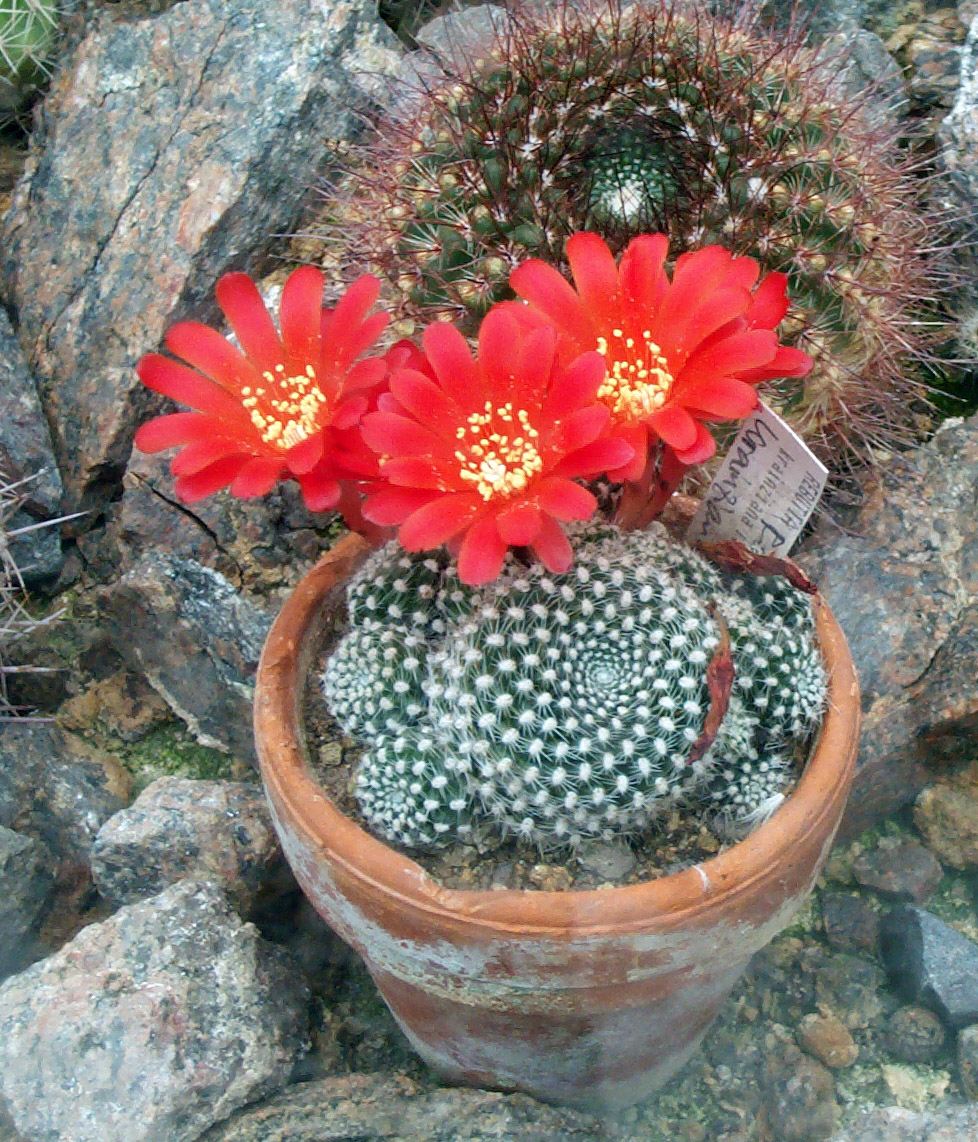
Rebutia krainziana
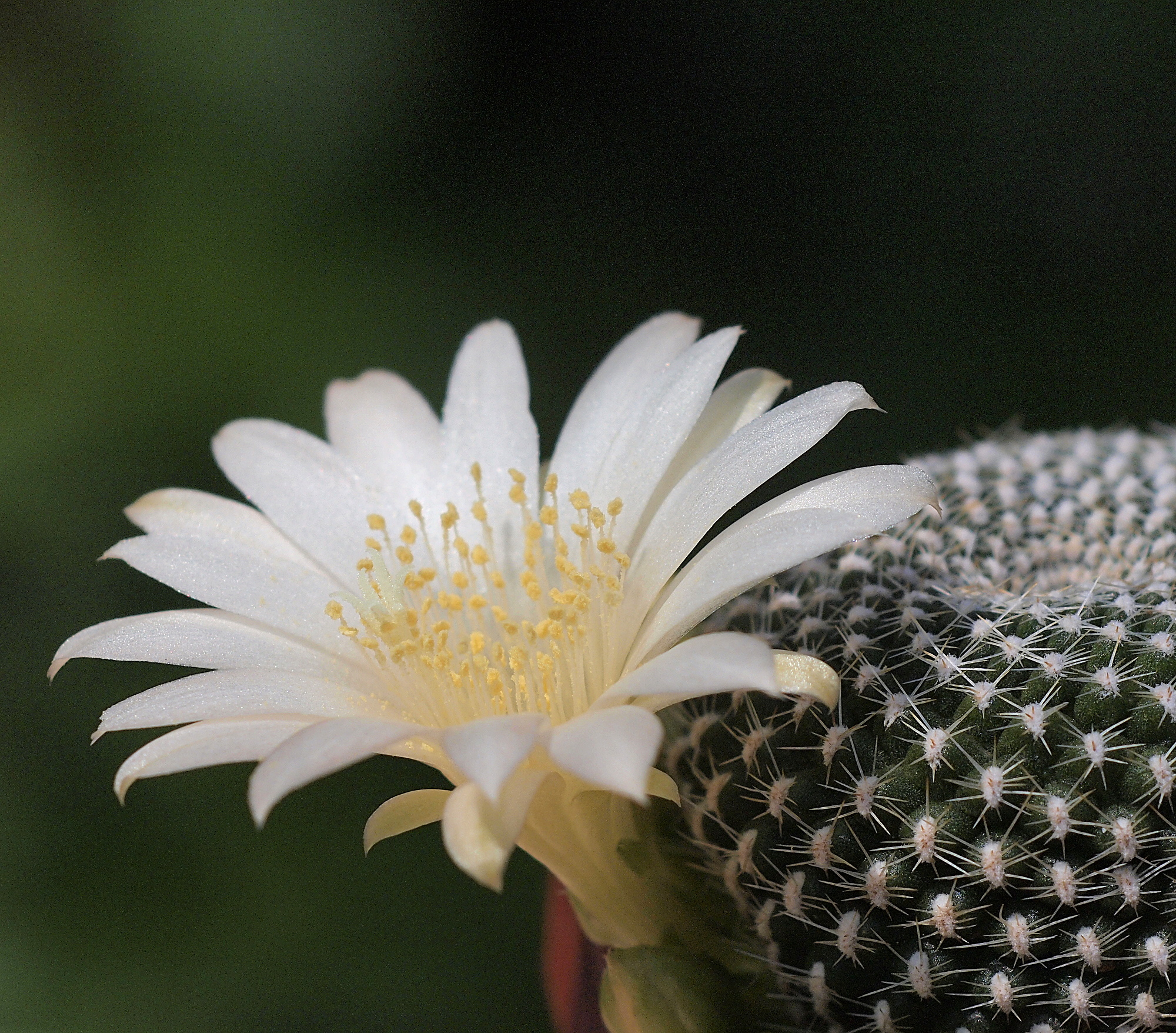
Rebutia krainziana v.albiflora
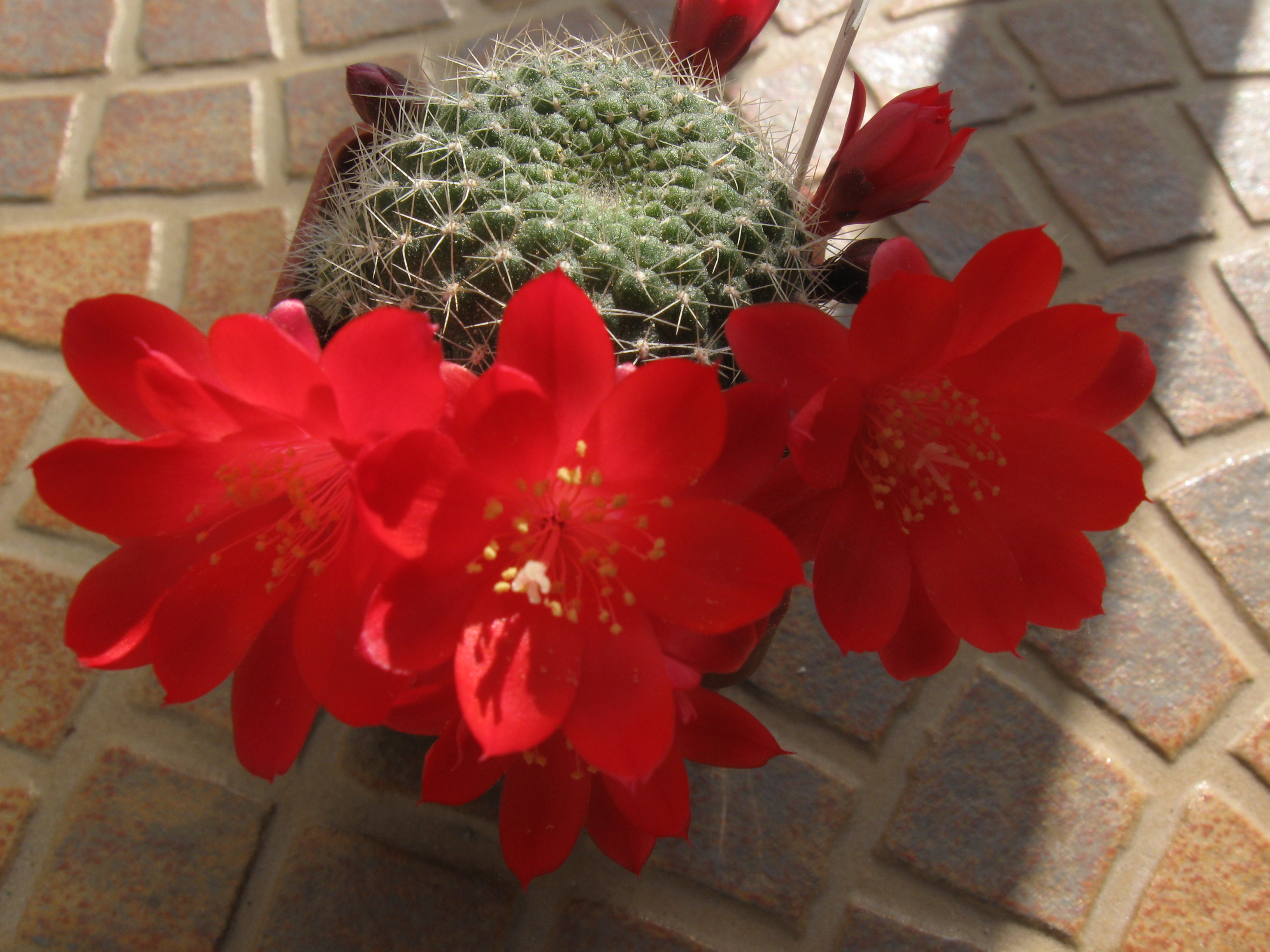
Rebutia grandiflora
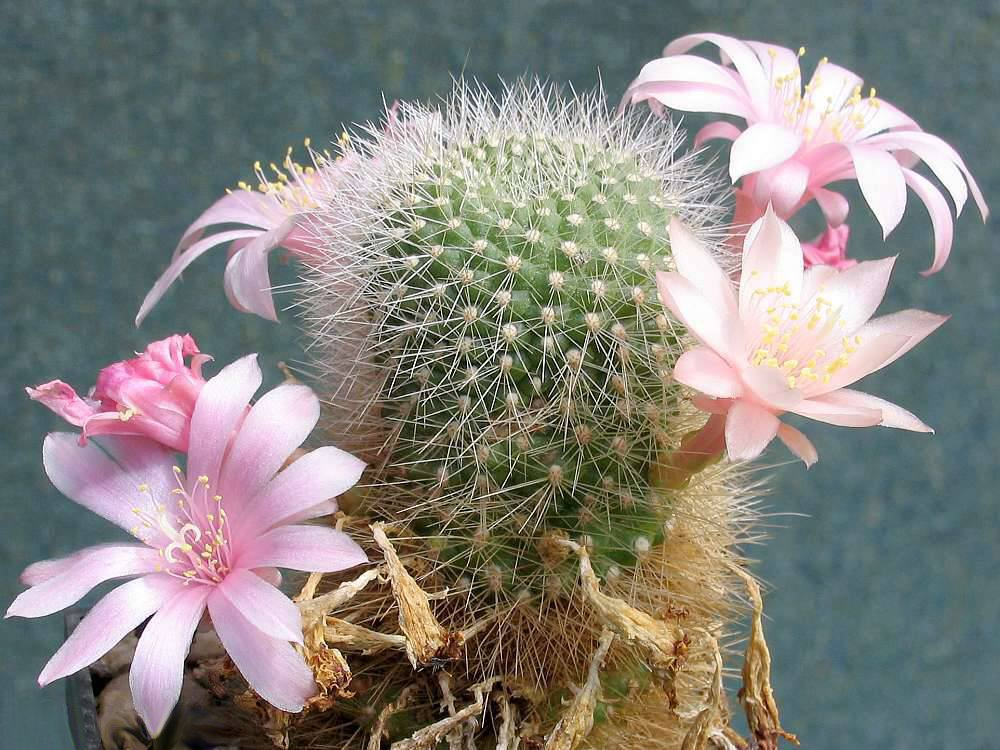
Rebutia kariusiana
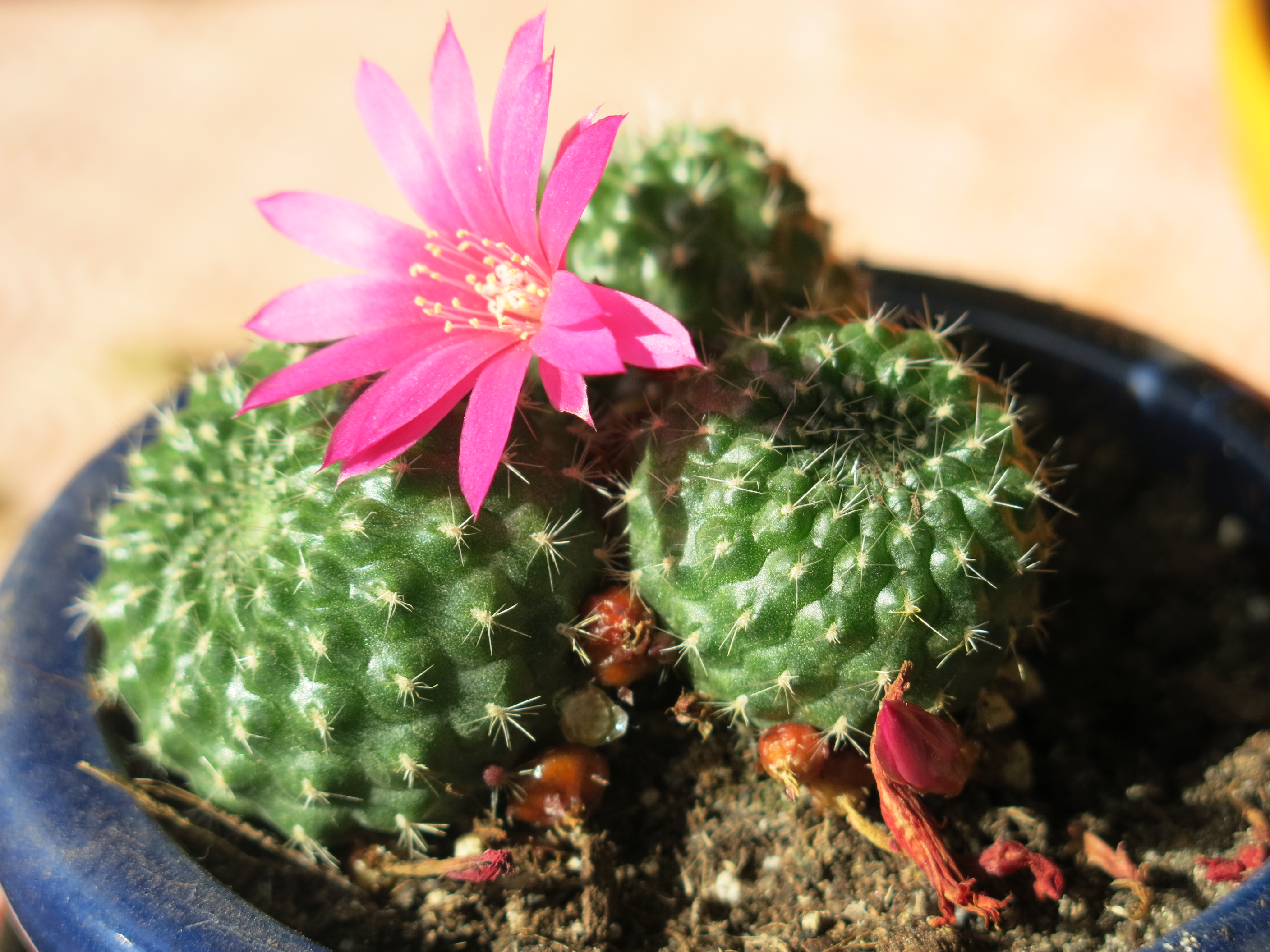
Rebutia ionantha
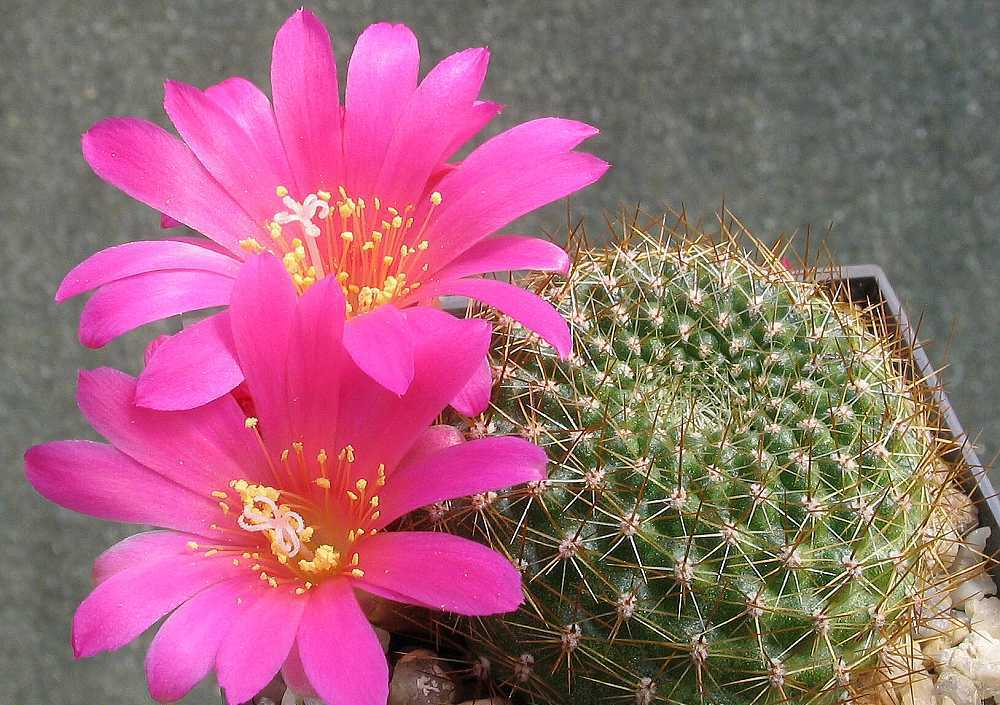
Rebutia violaciflora
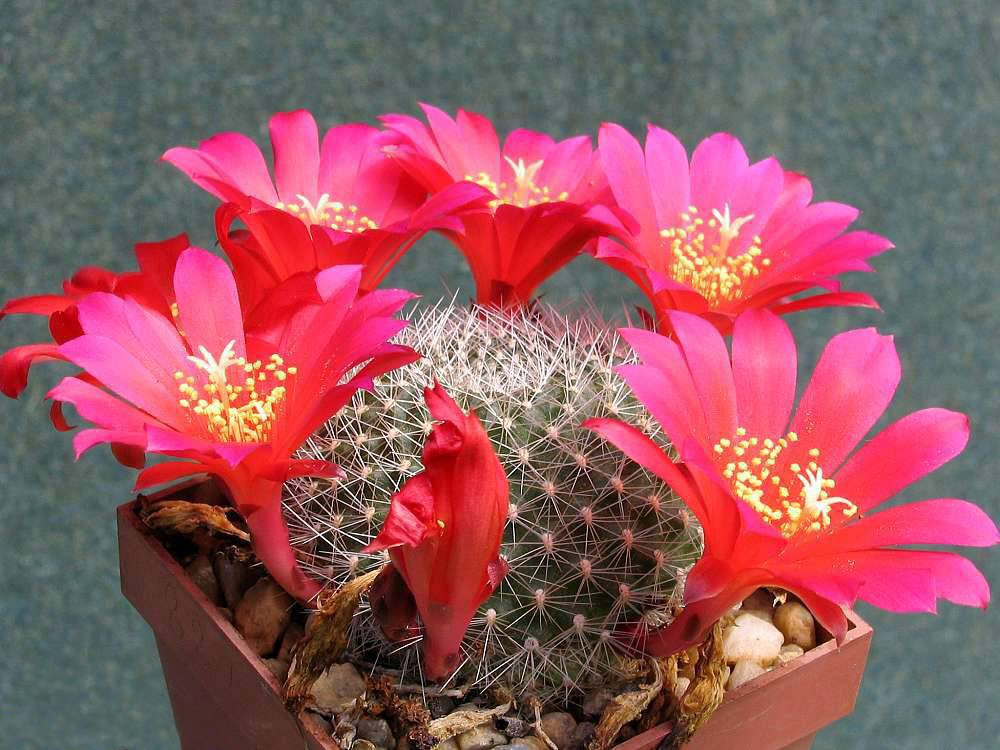
Rebutia wessneriana
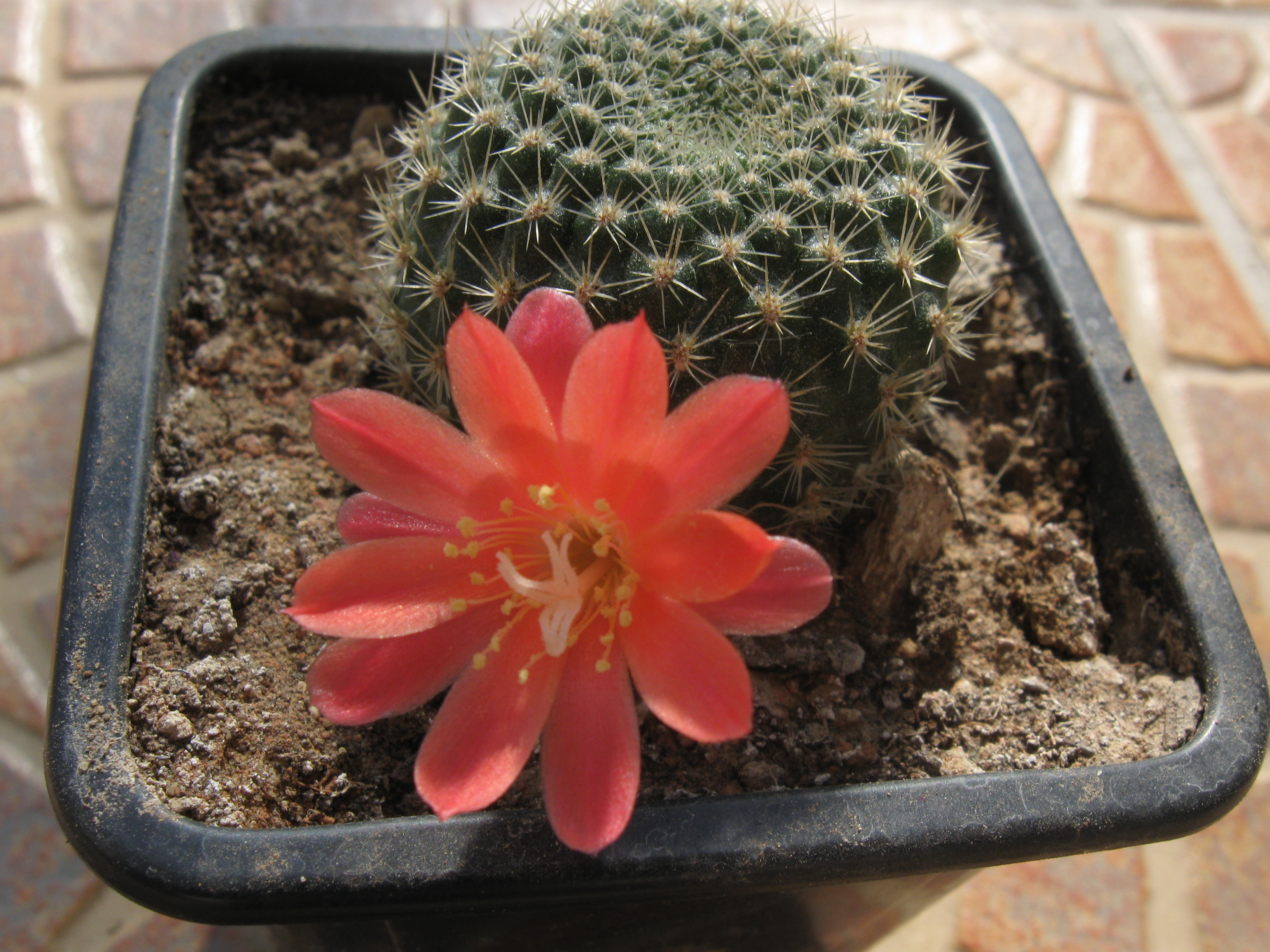
Rebutia xanthocarpa